# Darling Harbour

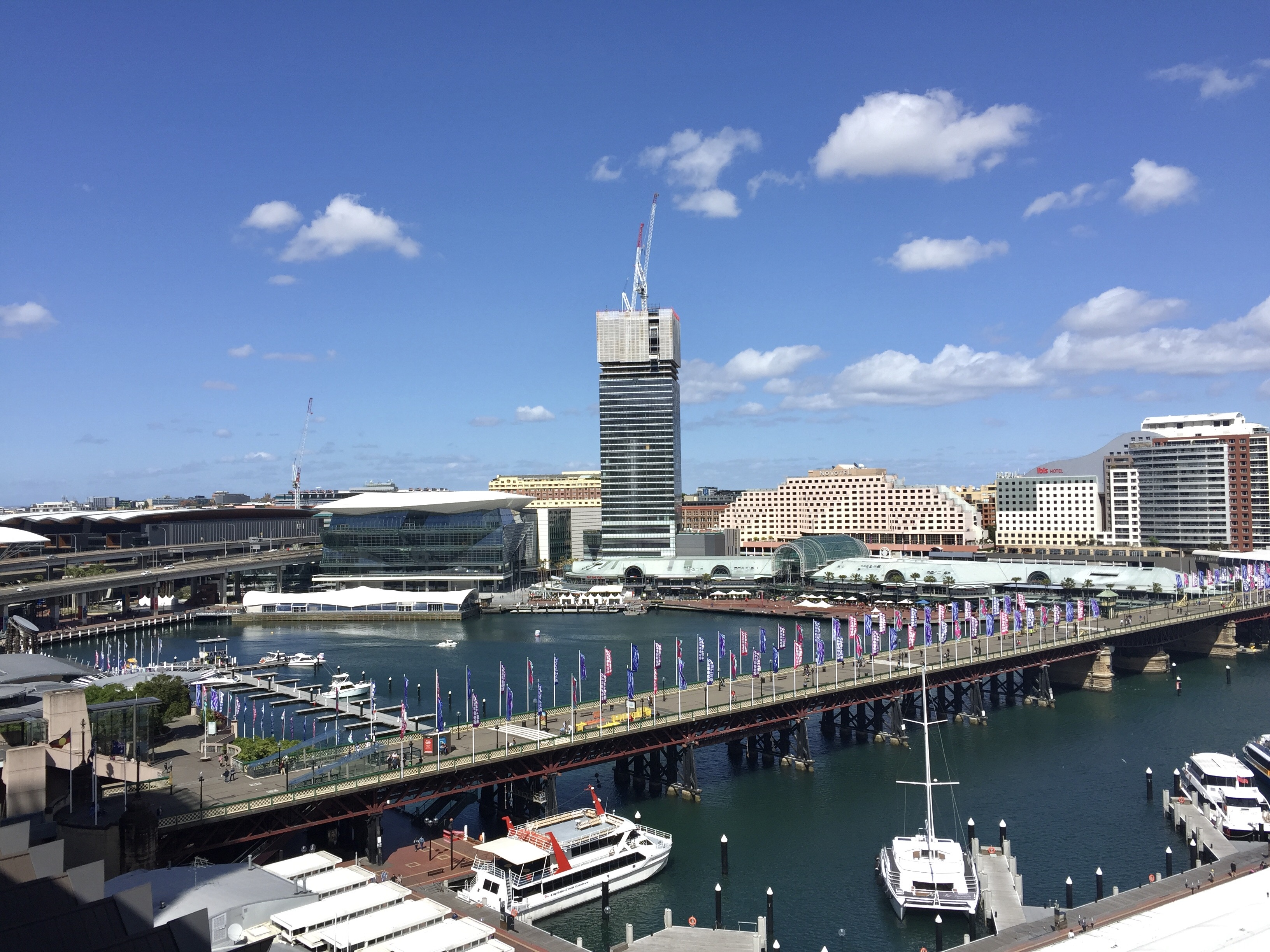
De kade met uitzicht van Darling Harbour

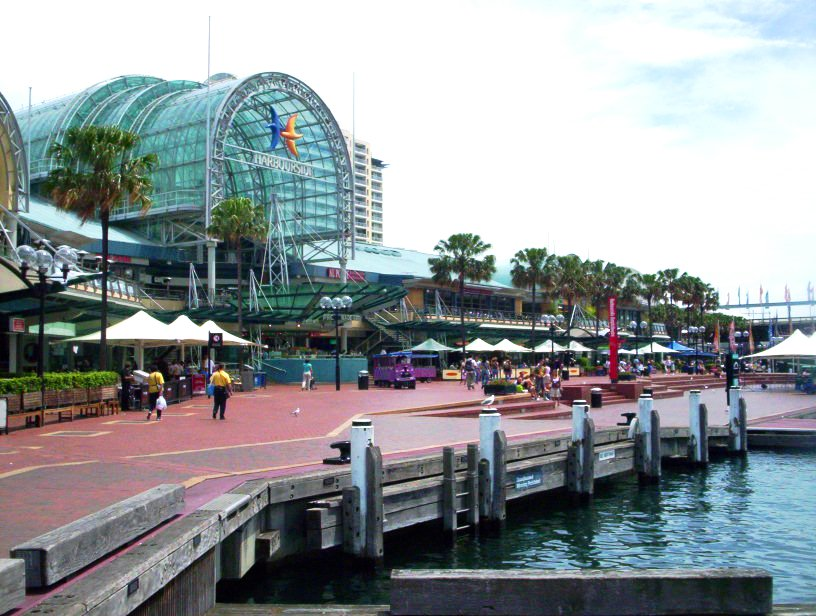

Darling Harbour is een uitgaanswijk in Sydney, die als een hoefijzer om de haven gelegd is.
Darling Harbour is vooral 's avonds een toeristische trekpleister met tientallen restaurants. De gemakkelijkste manier om er te komen is met de veerboot van Circular Quay vanaf het centrum.

## Bezienswaardigheden
Bezienswaardigheden in dit havengebied zijn:
- Sydney Aquarium (met meer dan 11.000 zeedieren)
- Wild Life Sydney Zoo (een kleine dierentuin met inheemse soorten)
- Australian National Maritime Museum (gratis toegang)
- Chinese Garden of Friendship (een culturele oasis in het midden van Sydney)
- IMAX Theatre (groot filmdoek - over 8 verdiepingen hoog)
- Powerhouse Museum (cultureel en historisch museum)
- Sydney Convention and Exhibition Centre (voor tentoonstellingen en congressen)
- Cockle Bay Wharf and King Street Wharf (beroemde uitgaansgebieden)
- Harbourside Shopping Centre (winkelgebied)
- Star City Casino
- Sydney Wildlife Centre